# Lindsay De Vylder
Lindsay Bob De Vylder (* 30. Mai 1995 in Wetteren) ist ein belgischer Radsportler, der auf Bahn und Straße aktiv ist.

## Sportliche Laufbahn
2011 wurde Lindsay De Vylder dreifacher belgischer Jugend-Meister auf der Bahn, 2013 errang er als Junior sieben nationale Titel. Auf der Straße wurde er 2010 und 2011 Junioren-Meister von Ostflandern.
Im Februar 2017 belegte De Vylder beim dritten Lauf des Bahnrad-Weltcups in Cali Platz zwei hinter dem Australier Sam Welsford. Anschließend startete er bei den Bahnweltmeisterschaften im belgischen Vierer, der Platz acht belegte. Gemeinsam mit Robbe Ghys wurde er U23-Europameister im Zweier-Mannschaftsfahren, mit dem Bahnvierer (Sasha Weemaes, Gerben Thijssen und Robbe Ghys) holte er Silber in der Mannschaftsverfolgung. Beim dritten Lauf des Bahnrad-Weltcups 2017/18 im kanadischen Milton wurde er zusammen mit Kenny De Ketele im Zweier-Mannschaftsfahren Erster. 2021 wurde er gemeinsam mit Kenny De Ketele Vize-Europameister im Zweier-Mannschaftsfahren. Bei den Bahnweltmeisterschaften 2023 belegte er mit Fabio Van den Bossche Rang drei im Madison.
2024 wurde Lindsay De Vylder für die Teilnahme an den Olympischen Spielen 2024 in Paris nominiert. In der Mannschaftsverfolgung kam er mit dem belgischen Team auf den achten Platz, im Madison zusammen mit Van den Bossche auf Rang 10. Bei den Weltmeisterschaften 2024 erzielte er seinen bislang größten Erfolg als Weltmeister im Omnium.

## Erfolge

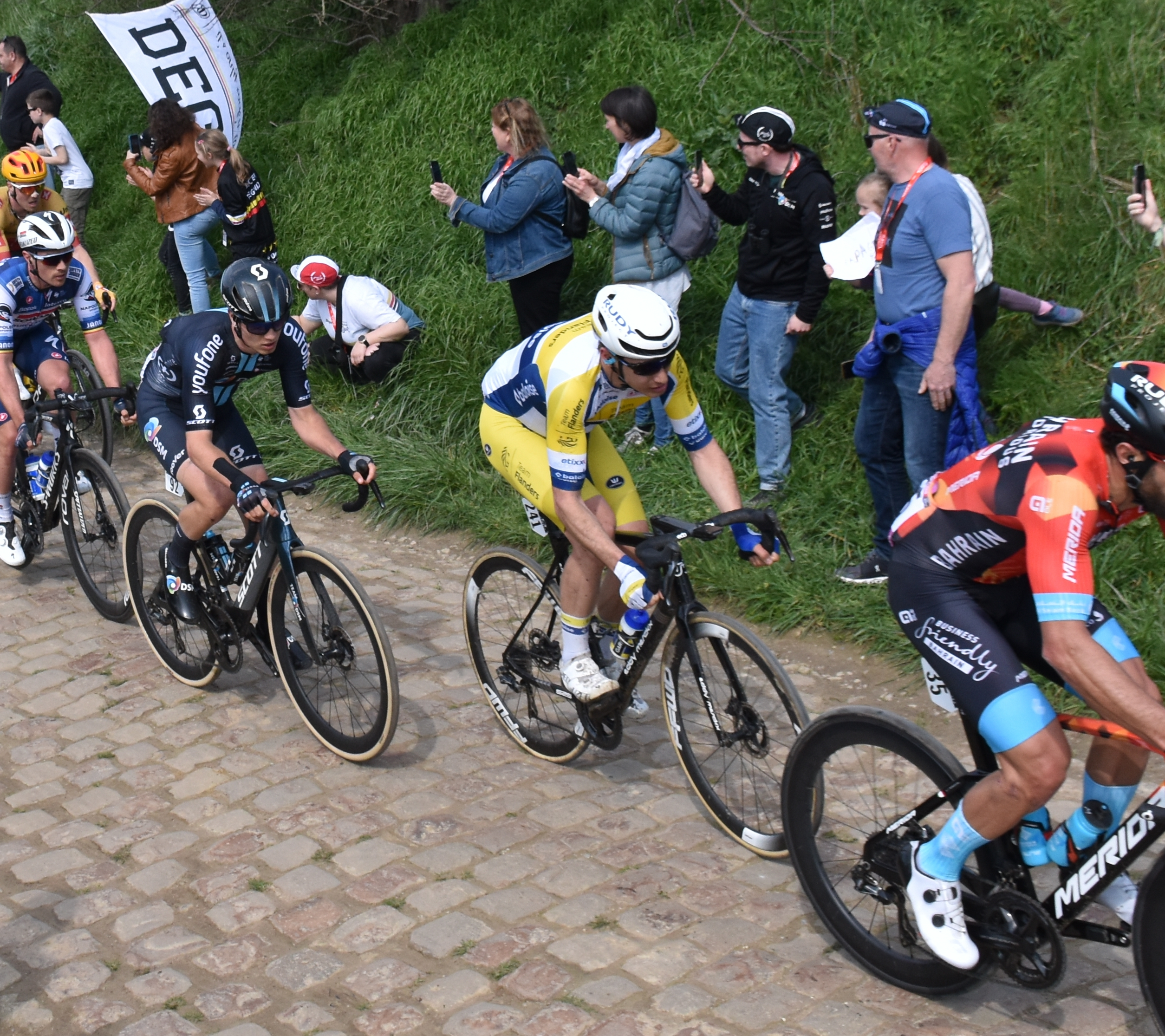
De Vylder bei Paris-Roubaix 2023

### Bahn
2011
- Belgischer Jugend-Meister – Einerverfolgung, Omnium, Zweier-Mannschaftsfahren (mit Christian Figorelli), Mannschaftsverfolgung (mit Christian Figorelli und Dieter Verwilst)

2013
- Junioren-Europameister – Omnium
- Belgischer Junioren-Meister – 1000-Meter-Zeitfahren, Einerverfolgung, Scratch, Punktefahren, Omnium, Teamsprint (mit Enzo Wouters und Jordy Vrancken), Mannschaftsverfolgung (mit Matthias Van Beethoven, Boris Van Renterghem und Johan Hemroulle)

2017
- Bahnrad-Weltcup in Milton – Zweier-Mannschaftsfahren (mit Kenny De Ketele)
- U23-Europameisterschaft – Zweier-Mannschaftsfahren (mit Robbe Ghys)
- U23-Europameisterschaft – Mannschaftsverfolgung (mit Sasha Weemaes, Gerben Thijssen und Robbe Ghys)

2018
- Belgischer Meister – Omnium

2019
- Belgischer Meister – Omnium, Scratch, Zweier-Mannschaftsfahren (mit Moreno De Pauw)

2021
- Europameisterschaft – Zweier-Mannschaftsfahren (mit Kenny De Ketele)

2022
- Weltmeisterschaft – Zweier-Mannschaftsfahren (mit Fabio Van den Bossche)
- Belgischer Meister – Omnium, Punktefahren, Zweier-Mannschaftsfahren (mit Robbe Ghys)
- Sechstagerennen von Gent (mit Robbe Ghys)

2023
- Belgischer Meister – Scratch

2023/24
- Belgischer Meister – Omnium, Punktefahren, Zweier-Mannschaftsfahren (mit Robbe Ghys)

2024
- Nations Cup in Milton – Zweier-Mannschaftsfahren (mit Robbe Ghys)
- Weltmeister – Omnium
- Weltmeisterschaft – Zweier-Mannschaftsfahren (mit Fabio Van den Bossche)
- Track Champions League – Scratch (London)